# Neovim
 (janvier 2018).
Neovim est un éditeur de texte, c’est-à-dire un logiciel permettant la manipulation de fichiers texte. Il est directement inspiré de Vim (un éditeur très répandu sur les systèmes d’exploitation de type Unix), dont il est un dérivé  (fork). Il vise à améliorer l'extensibilité et la maintenabilité de Vim. Neovim partage la même syntaxe de configuration avec Vim ; par conséquent, le même fichier de configuration peut être utilisé avec les deux éditeurs (à quelques différences près). À partir de la version 0.1, sortie en décembre 2015, Neovim est compatible avec la quasi-totalité des fonctionnalités de Vim.
Le projet Neovim a été lancé en 2014, certains membres de la communauté Vim offrant un soutien précoce à l'effort de réusinage de haut niveau pour fournir de meilleurs scripts, plugins et une meilleure intégration avec les interfaces graphiques modernes. Neovim a organisé avec succès une collecte de fonds le 23 mars 2014, soutenant au moins un développeur à plein temps.

## Présentation
Comme Vim, Neovim est prévu pour fonctionner dans un terminal, bien qu'il soit intégrable dans des fenêtres graphiques. De la même façon, il fonctionne par mode.
Neovim partage la plupart des fonctionnalités de Vim, la principale différence étant la configuration par défaut. En effet, plusieurs options non activées par défaut sous Vim le sont sous Neovim, permettant un environnement de travail plus moderne.
Plusieurs fonctionnalités ayant été ajoutées à Neovim ont ensuite été intégrées à Vim.
Neovim offre un support beaucoup plus important de configuration en Lua (Vim supporte aussi le Lua, mais beaucoup moins que Neovim). Le but est ici de faciliter la configuration et l'écriture de scripts/plugins dans un langage aujourd'hui répandu et de se détacher peu à peu du vieillissant vim-script pour la partie configuration. L'organisation déclare cependant ne pas vouloir abandonner le support du vim-script pour des questions de compatibilités avec d'anciens plugins et avec Vim, le projet officiel.

## Projets liés
Plusieurs projets ont vu le jour en utilisant Neovim comme base :
- Oni
- NeoVide